# 国宗
国宗（くにむね）は、鎌倉時代中期の備前国（現・岡山県）出身の刀工。生没年不詳。国真（くにざね）の三男。通称は備前三郎。京都を経て鎌倉に定住。鎌倉で新藤五国光に技法を伝授したという。一説に文永7年(1270年)94歳で死去。

## 作品
国宝・重要文化財指定物件は以下のとおり。重要文化財指定物件のうち、二代国宗作とされるもの、及び伯耆国の国宗作とされるものは除く。

### 国宝
- 太刀（栃木・日光東照宮蔵）1910年重文指定、1952年国宝指定。徳川家康の愛用。
- 太刀（広島・ふくやま美術館蔵）1938年重文指定、1953年国宝指定。
- 太刀（愛知・徳川美術館蔵）1953年重文指定、1954年国宝指定。尾張藩第8代藩主徳川宗勝が元文四年（1739年）尾張本家に迎えられ藩主となった折に持参したもの。
- 太刀（鹿児島・照国神社所有、鹿児島県歴史資料センター黎明館保管）1927年重文指定、1964年国宝指定。終戦直後に行方不明となったが、日本刀愛好者のアメリカ人コンプトンが偶然入手し、同人の厚意で1963年春に返還された。

### 重要文化財
- 太刀（静岡・久能山東照宮蔵）1912年指定[5]
- 太刀（大分・柞原八幡宮蔵）1912年指定
- 太刀（東京・個人蔵）1931年指定
- 太刀（兵庫・個人蔵）1937年指定
- 太刀 銘備州長船住国宗（所在不明）1941年指定
- 小太刀（東京国立博物館蔵）1988年指定。有栖川宮家伝来、高松宮家より国（文化庁）に寄贈された。

※ 以上の国宝・重要文化財の銘字は、1941年指定の太刀を除き、「国宗」二字銘。
※ 文化庁による文化財所在確認調査の結果、所在不明とされた物件は「所在不明」とした（参照：国指定文化財（美術工芸品）の所在確認の現況について（平成29年5月27日））。

### 重要美術品
- 戒杖刀（山形・上杉神社蔵）上杉謙信が上洛した際、高野山で清胤に教えを受けた時に持って行ったという仕込み杖。国宗在銘刀が収められている。